# Verkhivtseve
Verkhivtseve (en ukrainien : Верхівцеве) ou Verkhovtsevo (en russe : Верховцево) est une ville de l'oblast de Dnipropetrovsk, en Ukraine. Sa population s'élève à 10 033 habitants en 2013.

## Géographie
Verkhivtseve est située à 28 km à l'ouest de Kamianske, à 54 km à l'ouest de Dnipro et à 18 km au sud de Verkhnodniprovsk, centre administratif du raïon dont elle fait partie.

## Histoire
La ville est fondée en 1884 à partir de la gare ferroviaire de Lyoubomyrivka, lors de la construction du chemin de fer reliant les mines de charbon du Donbass aux mines de fer du Kryvbass par le Chemin de fer de Catherine, aujourd'hui ligne Prydniprovska. Son premier nom venait de celui de l'ancien propriétaire, Loubomir ; mais en 1904 elle est renommée Verkhivtseve en l'honneur d'O. A. Verhovtsevo, un talentueux ingénieur en chef des chemins de fer. Verkhivtseve a le statut de ville depuis 1956.

## Population
Recensements (*) ou estimations de la population :
| 1939* | 1959*  | 1970*  | 1979*  | 1989*  |
| ----- | ------ | ------ | ------ | ------ |
| 9 095 | 15 975 | 12 843 | 11 695 | 11 246 |

| 2001*  | 2010   | 2011   | 2012   | 2013   |
| ------ | ------ | ------ | ------ | ------ |
| 10 142 | 10 083 | 10 086 | 10 073 | 10 033 |

## Transports
Verkhivtseve se trouve à 71 km de Dnipro par le chemin de fer. C'est un carrefour ferroviaire.